# Batradz Kaitmazov
Batradz Kaitmazov –en ruso, Батрадз Кайтмазов– (18 de abril de 1985) es un deportista ruso que compitió en judo. Ganó una medalla de plata en el Campeonato Europeo de Judo de 2010, en la categoría de –73 kg.

## Palmarés internacional
| Campeonato Europeo | Campeonato Europeo | Campeonato Europeo | Campeonato Europeo |
| Año                | Lugar              | Medalla            | Categoría          |
| ------------------ | ------------------ | ------------------ | ------------------ |
| 2010               | Viena (Austria)    | Medalla de plata   | –73 kg             |